# Joseph Patrick Lynch
```

```

Joseph Patrick Lynch (ur. 16 listopada 1872 w St. Joseph, Michigan, zm. 19 sierpnia 1954 w Dallas, Teksas) – amerykański duchowny rzymskokatolicki, biskup Dallas w latach 1911-1954.

## Życiorys
Pochodził z rodziny irlandzko-kanadyjskiej. Do kapłaństwa przygotowywał się w seminarium duchownym w Saint Louis. Święcenia kapłańskie otrzymał 9 czerwca 1900. Od początku pracy duszpasterskiej związany był z diecezją Dallas w Teksasie. Od roku 1910 służył jako wikariusz generalny diecezji, a także administrator apostolski po śmierci ówczesnego ordynariusza.
8 czerwca 1911 otrzymał nominację na biskupa Dallas. Sakrę otrzymał z rąk arcybiskupa Jamesa Blenka. W historii amerykańskiego Kościoła jest znany jako jeden z najdłużej sprawujących swój urząd ordynariuszy. Był również znany jako utalentowany orator. Często zapraszany był na ważne uroczystości kościelne w całym kraju by głosić kazania. Za jego kadencji liczba wiernych w diecezji wzrosła z 20 tys. do 125 tys., wybudowano 150 kościołów i 200 religijnych i charytatywnych instytucji. Bp Lynch wyświęcił ponad 100 kapłanów (dwóch z nich osobiście konsekrował na biskupów). W roku 1936 otrzymał tytuł Asystenta Tronu Papieskiego. Przez miejscowych nazywany był „Lwem Teksasu”. Za jego czasów diecezja trzykrotnie traciła część terytoriów (na rzecz diecezji El Paso, Amarillo i Austin). Pochowany został na katolickim cmentarzu w Dallas.